# Сальтильо (муниципалитет)
Сальтильо (исп. Saltillo) — муниципалитет в Мексике, штат Коауила, с административным центром в одноимённом городе. Численность населения, по данным переписи 2020 года, составила 879 958 человек.

## Общие сведения
Название Saltillo происходит от испанского salto — перепад, водопад, из-за порогов на протекающей в этих местах реке.
Площадь муниципалитета равна 5620 км², что составляет 3,71 % от общей площади штата, а наивысшая точка — 2359 метров, расположена в поселении Санта-Виктория.
Он граничит с другими муниципалитетами штата Коауила: на севере с Рамос-Ариспе, на востоке с Артеагой, на западе с Паррасом, на северо-западе с Хенераль-Сепедой, а также с другими штатами Мексики — на востоке с Нуэво-Леоном и на юге с Сакатекасом.

## Учреждение и состав
Муниципалитет был образован в 1827 году, в его состав входит 305 населённых пунктов, самые крупные из которых:
| Код INEGI                  | Населённый пункт                                                                                  | Численность населения (2005 год) | Численность населения (2010 год) | Численность населения (2020 год) |
| -------------------------- | ------------------------------------------------------------------------------------------------- | -------------------------------- | -------------------------------- | -------------------------------- |
| 030                        | Всего                                                                                             | 648929                           | 725123                           | 879958                           |
| 0001                       | Сальтильо (исп. Saltillo) 25°25′18″ с. ш. 100°59′59″ з. д. (административный центр)               | 633667                           | 709671                           | 864431                           |
| 0073                       | Агуа-Нуэва (исп. Agua Nueva) 25°11′31″ с. ш. 101°05′33″ з. д.                                     | 1312                             | 1465                             | 1566                             |
| 0214                       | Сан-Хуан-де-ла-Вакерия (исп. San Juan de la Vaquería) 25°15′14″ с. ш. 101°12′57″ з. д.            | 1073                             | 1077                             | 1330                             |
| 0114                       | Эль-Деррамадеро (исп. El Derramadero) 25°17′22″ с. ш. 101°17′01″ з. д.                            | 807                              | 879                              | 962                              |
| 0178                       | Провиденсия (исп. Providencia) 25°14′32″ с. ш. 101°10′43″ з. д.                                   | 360                              | 397                              | 533                              |
| 0208                       | Сан-Франсиско-дель-Эхидо (исп. San Francisco del Ejido) 24°53′48″ с. ш. 101°03′53″ з. д.          | 359                              | 386                              | 496                              |
| 0175                       | Преса-де-лос-Мучачос (исп. Presa de los Muchachos) 24°53′24″ с. ш. 101°12′14″ з. д.               | 411                              | 494                              | 423                              |
| 0226                       | Санта-Тереса-де-лос-Мучачос (исп. Santa Teresa de los Muchachos) 25°18′10″ с. ш. 101°18′53″ з. д. | 414                              | 429                              | 417                              |
| 0111                       | Чапула (исп. Chapula) 25°16′10″ с. ш. 101°16′51″ з. д.                                            | 428                              | 409                              | 412                              |
| —                          | Прочие                                                                                            | 10098                            | 9916                             | 9388                             |
| Названия на карте Генштаба |                                                                                                   |                                  |                                  |                                  |

## Экономика
По статистическим данным 2000 года, работоспособное население занято по секторам экономики в следующих пропорциях:
- сельское хозяйство и скотоводство — 2,2 %;
- производство и строительство — 44,2 %;
- торговля, сферы услуг и туризма — 50,2 %;
- безработные — 3,4 %.

## Инфраструктура
По статистическим данным 2010 года, инфраструктура развита следующим образом:
- электрификация: 99,3 %;
- водоснабжение: 98,7 %;
- водоотведение: 98,1 %.

## Фотографии

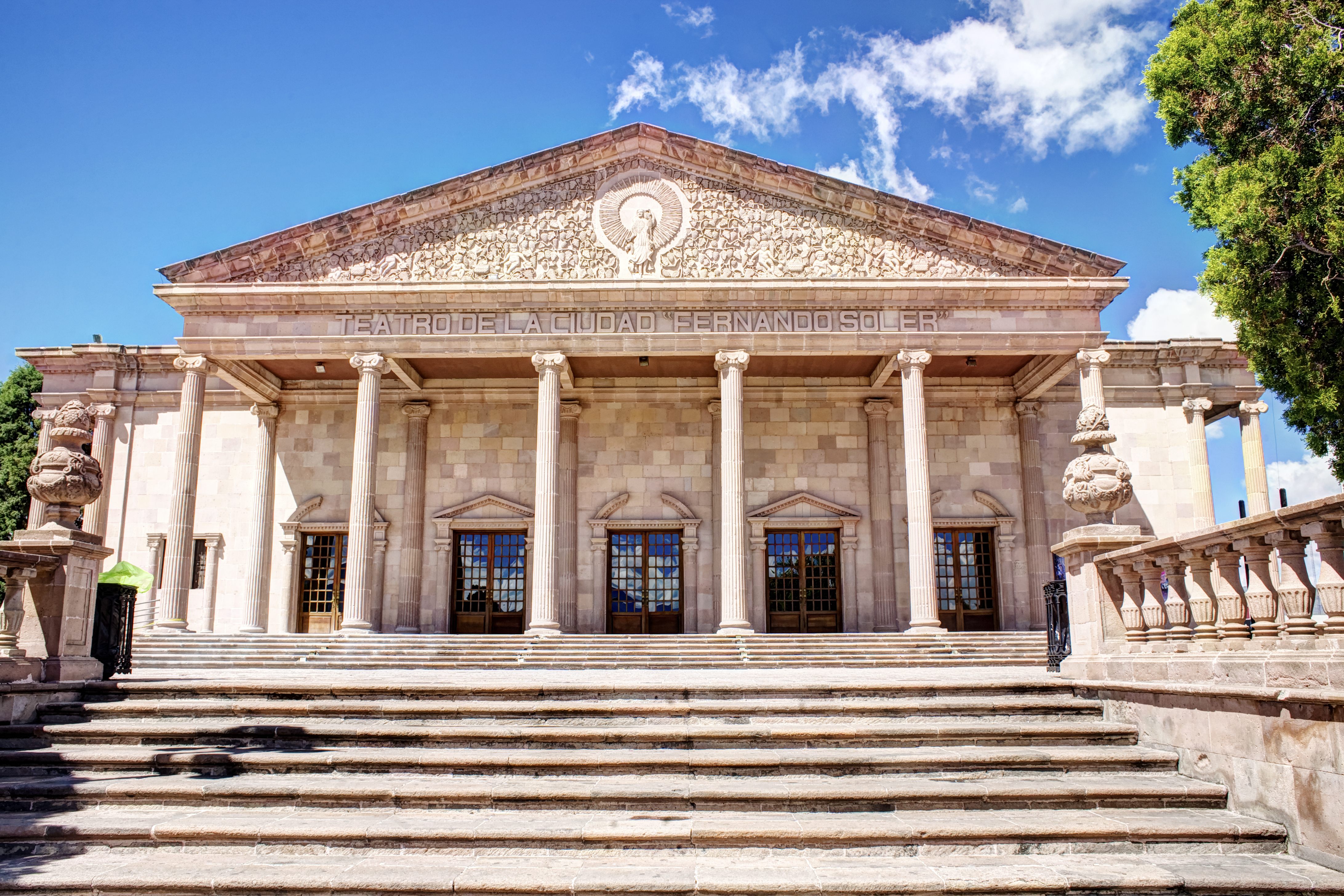
Театр
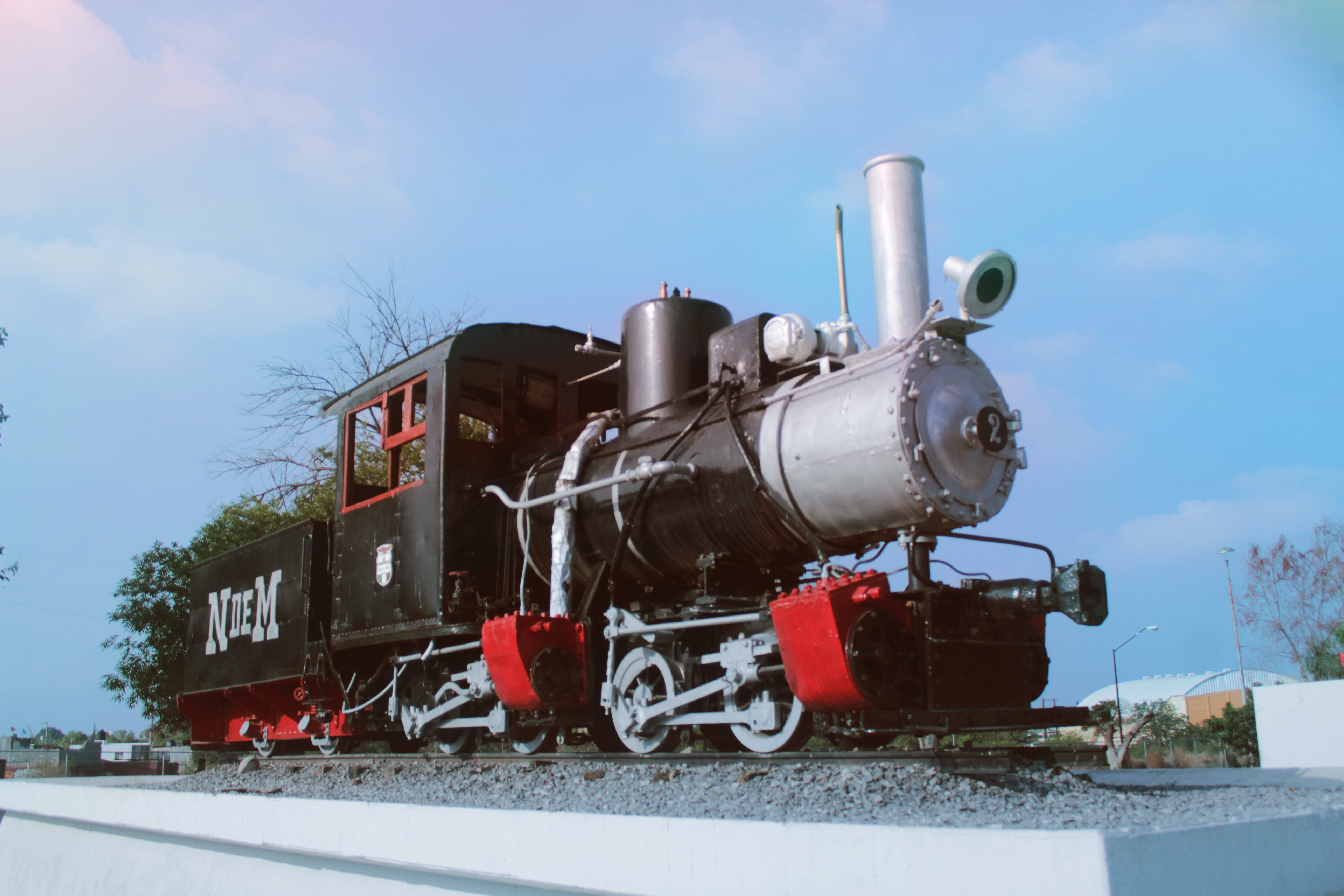
Паровоз XIX века на вокзале Сальтильо
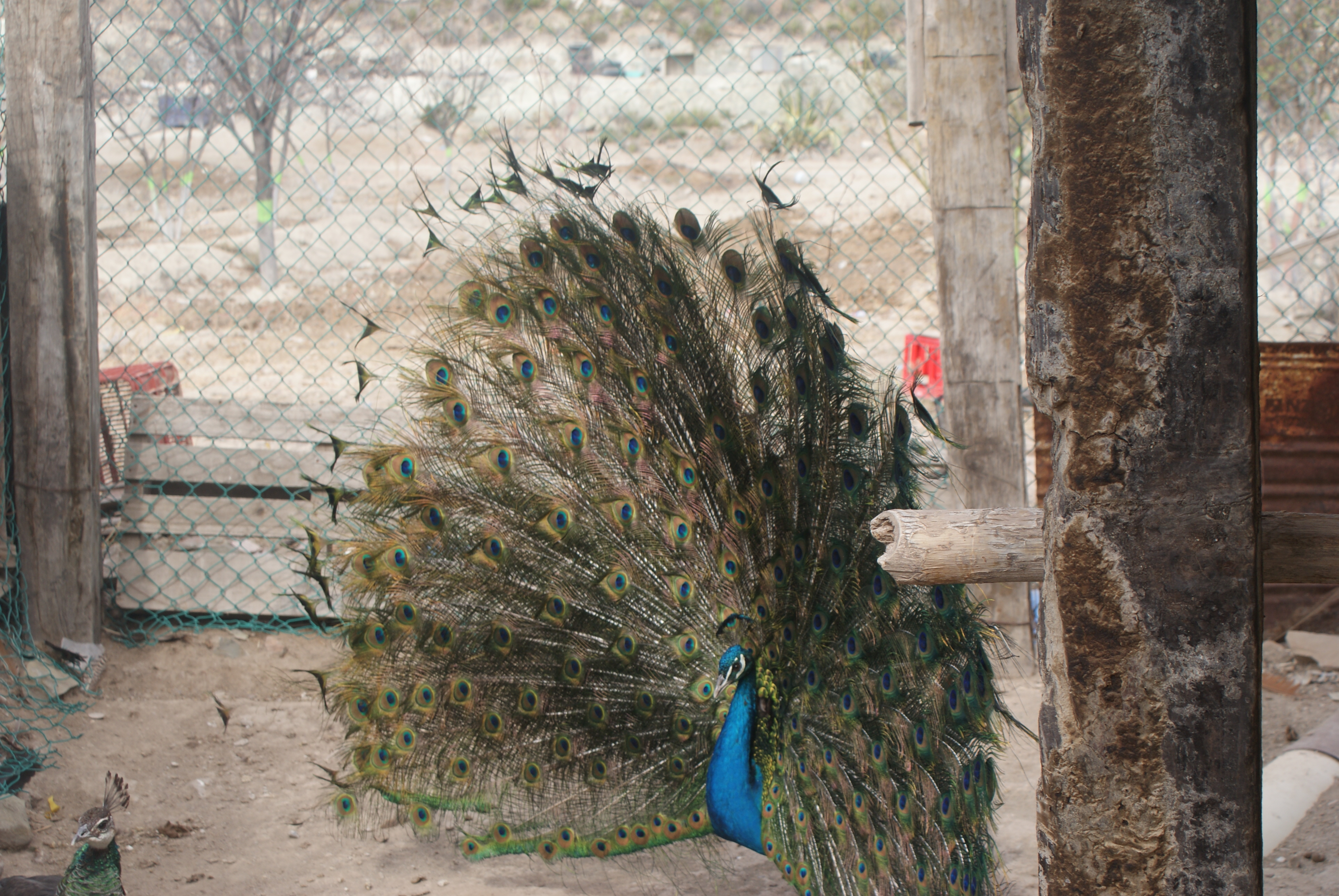
Павлин в питомнике Эль-Питайо